# جانکارلو کاده
جانکارلو کاده (به ایتالیایی: Giancarlo Cadé) بازیکن فوتبال و اهل ایتالیا است 

## تیم ملی
از سال ۱۹۵۲ میلادی عضو تیم ملی فوتبال ایتالیا بوده و در ۱ بازی ملی حضور داشته‌است. او در بازی‌های ملی‌اش گلی به ثمر نرساند.
جانکارلو کاده آخرین بازی ملی خود را در سال ۱۹۵۲ میلادی انجام داد.